# Drag king

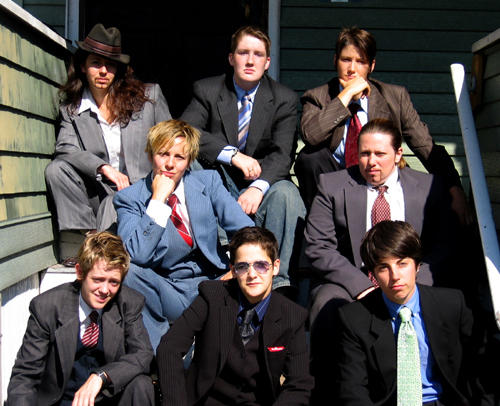
All The Kings Men — Đoàn biểu diễn gồm các diễn viên drag king đến từ Boston

Drag king là thuật ngữ để chỉ những người biểu diễn (thường là nữ) có phong cách y phục nam tính. Họ có thể là tomboy, người đồng tính nữ, song tính luyến ái, chuyển giới hoặc theo các xu hướng tình dục khác trong cộng đồng LGBT.
Ngược lại với drag king, những người (chủ yếu là đàn ông) có phong cách ăn mặc nữ tính được gọi là drag queen.